# Кодовое имя: Анника
«Кодовое имя: Анника» (англ. Codename: Annika, фин. Koodinimi: Annika; швед. Kodnamn: Annika) — финско-шведский криминальный драматический телесериал в стиле неонуар. Сериал вышел на платформе SkyShowtime (объединение Sky и телеканала Showtime) 30 сентября 2023 года, став одним из дебютных проектов платформы.

## Сюжет
Главная героиня — Эмма Хака, сотрудница финской полиции, которая готовится стать агентом под прикрытием. Её отправляют с миссией в Стокгольм, чтобы проникнуть в коррумпированный мир торговли произведениями искусства. Под именем Анники Стормаре она пытается сблизиться с знатоком искусства Расмусом Стольгреном.

## В ролях
- Санна Недергорд — Эмма Хака / Анника Стормаре
- Ардалан Эсмаили — Расмус Стольгрен
- Пекка Странг — Раймо Корпи
- Ева Меландер — Рина Оландер
- Муа Гаммель — Анника Сторм
- Кайса Эрнст — Нора Ваклин
- Хелена Бергстрём — Агата Торстенссон
- Кларисса Лони-Ботте — Беатрис Джоли

## Производство
В октябре 2021 года канал HBO Europe заказал сериал под рабочим названием «ID», производство которого было запланировано на 2022 год. В январе 2023 года права на показ сериала приобрела сеть SkyShowtime.
Тизер-трейлер сериала был представлен на Стокгольмском международном кинофестивале в августе 2023 года.

## Отзывы
Рецензентка Пиа Ингстром из шведской газеты «Hufvudstadsbladet» оценила сериал на три звезды из пяти, охарактеризовав его как «грамотный и захватывающий триллер».